# Il giustiziere della strada (film 1983)
Il giustiziere della strada è un film del 1983 diretto da Giuliano Carnimeo con lo pseudonimo di Jules Harrison.
Pellicola di produzione italo-spagnola di fantascienza postapocalittica. 

## Trama
Nell'anno 3000 la Terra si è trasformata, in seguito a una guerra nucleare, in un deserto. I pochi sopravvissuti vivono nascosti in caverne sotterranee mentre la superficie è controllata da bande selvagge di predoni armati. L'acqua è divenuta il bene più prezioso e i sopravvissuti sono sempre alla sua costante ricerca. Un gruppo di sopravvissuti parte alla ricerca dell'acqua ma cade in una trappola tesa da un gruppo di fanatici convinti che per purificare il pianeta sia necessario uccidere tutti i sopravvissuti. Un nuovo gruppo viene in fretta costituito e inviato sulle tracce del precedente per scoprire che fine abbia fatto. Al gruppo si unisce anche Tommy, un ragazzino in cerca del padre scomparso nella prima spedizione. In seguito ad un altro attacco dei predoni, Tommy si troverà tutto solo fino a quando non giunge uno straniero di nome Alien ad aiutarlo.

## Produzione
Si tratta di un film di genere a basso costo prodotto in coproduzione italo-spagnola da Fulvia Film.

## Distribuzione
Il film è uscito nei cinema italiani il 13 agosto 1983.
In Italia è noto anche col titolo Gli sterminatori dell'anno 3000, nonostante non sia mai uscito né ai cinema né in VHS con tale titolo.

## Accoglienza

### Critica
Il film è un'esemplare conferma dell'impoverimento della produzione italiana di genere negli anni '80: il tentativo di costruire storie o di esercitare la fantasia viene affossato dalle immediate esigenze di mercato e, pur di riempire qualche sala, si preferisce "scimmiottare" pellicole (per lo più americane) di successo senza preoccuparsi troppo se l'avventura è stata o sarà riproposta altre volte.»
(Fantafilm)